# Oldambt
Oldambt – gmina w Holandii, w prowincji Groningen, powstała po połączeniu gmin Reiderland, Scheemda oraz Winschoten.
Gmina składa się z 8 miejscowości: Blauwestad, Bad Nieuweschans, Beerta, Drieborg, Finsterwolde, Nieuw-Beerta, Heiligerlee, Midwolda, Nieuw Scheemda, Nieuwolda, Oostwold, Westerlee oraz Winschoten.